# Сохачівська сільська рада
Сохачі́вська сільська́ ра́да —колишня  адміністративно-територіальна одиниця та орган місцевого самоврядування в Коропському районі Чернігівської області. Адміністративний центр — село Сохачі.

## Загальні відомості
- Територія ради: 35,236 км²
- Населення ради: 709 осіб (станом на 2001 рік)

Сохачівська сільська рада зареєстрована 1986 року. Стала однією з 25-ти сільських рад Коропського району і одна з 17-ти, яка складається більше, ніж з одного населеного пункту.
На території сільради діє Сохацька ЗОШ І-ІІ ст.

## Населені пункти
Сільській раді підпорядковані населені пункти:
- с. Сохачі (613 особи)
- с. Подоляки (92 особи)
- с. Станове (4 особи)

## Склад ради
Рада складається з 12 депутатів та голови.
- Голова ради: Гладиш Михайло Олексійович
- Секретар ради: Ворона Надія Василівна

### Керівний склад попередніх скликань
| Прізвище, ім'я, по батькові | Основні відомості                                                         | Дата обрання | Дата звільнення |
| --------------------------- | ------------------------------------------------------------------------- | ------------ | --------------- |
| Гладиш Михайло Олексійович  | Сільський голова, 1956 року народження, освіта вища, член Народної партії | 26.03.2006   | 31.10.2010      |
| Гладиш Михайло Олексійович  | Сільський голова, 1956 року народження, освіта вища, член Народної партії | 31.10.2010   |                 |

Примітка: таблиця складена за даними сайту Верховної Ради України

### Депутати
За результатами місцевих виборів 2010 року депутатами ради стали:

#### За суб'єктами висування
| Суб'єкт висування            | Кількість обраних депутатів | %    |
| ---------------------------- | --------------------------- | ---- |
| Народна партія               | 3                           | 25   |
| Партія регіонів              | 3                           | 25   |
| Соціалістична партія України | 3                           | 25   |
| Самовисування                | 2                           | 16,7 |
| Комуністична партія України  | 1                           | 8,3  |

#### За округами
| № округу                     | Прізвище, ім'я, по батькові    | Дата визнання обраним | Освіта             | Партійна приналежність             | Відомості про обраного депутата                      |
| ---------------------------- | ------------------------------ | --------------------- | ------------------ | ---------------------------------- | ---------------------------------------------------- |
| Комуністична партія України  |                                |                       |                    |                                    |                                                      |
| 12                           | Нігамаєва Любов Володимирівна  | 01.11.2010            | середня            | член Комуністичної партії України  | продавець                                            |
| Народна Партія               |                                |                       |                    |                                    |                                                      |
| 4                            | Рулько Олександр Володимирович | 01.11.2010            | середня            | позапартійний                      | лісник                                               |
| 8                            | Пономарчук Наталія Василівна   | 01.11.2010            | середня спеціальна | позапартійна                       | Сільська рада, головний бухгалтер                    |
| 10                           | Костира Василь Григорович      | 01.11.2010            | середня            | позапартійний                      | тимчасово не працює                                  |
| Партія регіонів              |                                |                       |                    |                                    |                                                      |
| 1                            | Макуха Валентина Василівна     | 01.11.2010            | середня            | член Партії регіонів               | пенсіонер                                            |
| 7                            | Лопатко Валентина Василівна    | 01.11.2010            | середня спеціальна | позапартійна                       | фельдшер                                             |
| 9                            | Сакун Олена Миколаївна         | 01.11.2010            | середня            | член Партії регіонів               | тимчасово не працює                                  |
| Соціалістична партія України |                                |                       |                    |                                    |                                                      |
| 2                            | Литвиненко Валентина Іванівна  | 01.11.2010            | вища               | член Соціалістичної партії України | Сохачівська загальноосвітня школа, вчитель           |
| 6                            | Ворона Надія Василівна         | 01.11.2010            | вища               | член Соціалістичної партії України | Сільська рада, секретар                              |
| 11                           | Качура Ольга Борисівна         | 01.11.2010            | вища               | член Соціалістичної партії України | Будинок культури, директор                           |
| Самовисування                |                                |                       |                    |                                    |                                                      |
| 3                            | Левчик Людмила Дмитрівна       | 03.06.2012            | середня            | позапартійна                       | дільниця надання послуг поштового зв'язку, листоноша |
| 5                            | Книр Надія Олексіївна          | 01.11.2010            | середня спеціальна | позапартійна                       | Сохачівська загальноосвітня школа, вчитель           |